# Lithocarpus harlandii
Lithocarpus harlandii là một loài thực vật có hoa trong họ Cử. Loài này được Rehder mô tả khoa học đầu tiên năm 1919.